# Miguel Sánchez de Asiáin

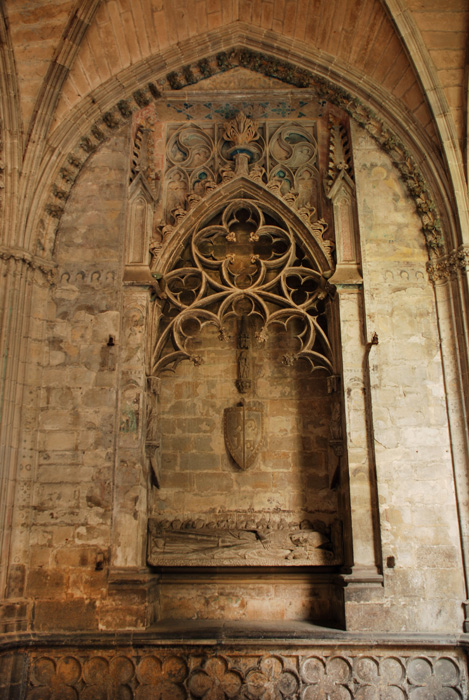
Sepulcro de Sánchez de Asiáin en el claustro de la catedral de Pamplona.

Miguel Sánchez de Asiáin fue obispo de Pamplona entre 1356 y 1364. Fue miembro de la noble estirpe de la que lleva nombre y fue hermano del ricohombre Fernando Sánchez.

## Biografía
Ingresó pronto como canónigo (1309) en el cabildo catedralicio de Pamplona. Alcanzó en 1323 la dignidad de arcediano de la tabla por procedimientos simoníacos. Posteriormente se arrepintió de ello y casi 25 años después consiguió el perdón papal a cambio de 500 florines para sufragar la cruzada en 1347.
Se enfrentó duramente al obispo Arnaldo de Barbazán que llegó a excomulgarle. Ganó prestigio por una sentencia arbitral, lo que derivó en su elección como obispo por el obispo metropolitano de Zaragoza el 3 de junio de 1357. Mantuvo buenas relaciones con la corona a pesar de la usurpación por parte de Carlos II de Navarra del palacio de San Pedro durante un año. Le prestó homenaje y juramento de fidelidad al rey en 1363. Convocó tres sínodos. Mandó hacerse una sepultura en el claustro de la catedral pamplonesa en el que fue enterrado. A su muerte sus bienes muebles sufrieron el expolio del monarca.